# Zdobysław Milewski
Zdobysław Krzysztof Milewski (ur. 25 sierpnia 1956 w Tarnowie) – polski polityk, urzędnik samorządowy, w latach 1992–1993 sekretarz prasowy premier Hanny Suchockiej, poseł na Sejm II kadencji.

## Życiorys
Ukończył w 1981 studia na Wydziale Filozoficzno-Historycznym Uniwersytetu Jagiellońskiego w Krakowie. W latach 1981–1990 był nauczycielem akademickim Uniwersytetu Jagiellońskiego.
Od 1991 współpracował z UD, był asystentem Hanny Suchockiej. Od 1 września 1992 do 27 października 1993 pełnił funkcję sekretarza prasowego premier Hanny Suchockiej. W latach 1993–1997 z listy nowosądeckiej Unii Demokratycznej sprawował mandat posła na Sejm II kadencji. Należał następnie do Unii Wolności i SKL.
Później związany z Platformą Obywatelską. Został powołany przez marszałka małopolskiego Janusza Sepioła na rzecznika prasowego Urzędu Marszałkowskiego, pozostał zatrudniony w tym urzędzie.

## Odznaczenia
W 2008 odznaczony przez prezydenta Lecha Kaczyńskiego Krzyżem Oficerskim Orderu Odrodzenia Polski. W 2022 otrzymał Krzyż Wolności i Solidarności.